# João José do Amaral
João José do Amaral (Água de Pau, 1 de Outubro de 1782 — Fajã de Baixo, 19 de Julho de 1853) foi um sacerdote católico, pedagogo e escritor açoriano. Foi comissário dos estudos no Distrito de Ponta Delgada e primeiro reitor do Liceu de Ponta Delgada, tendo assumido uma acção determinante no arranque daquela instituição.

## Biografia
João José do Amaral nasceu na vila de Água de Pau, ao tempo capital de um dos concelhos da ilha de São Miguel, nos Açores, no seio de uma família de modestos lavradores. Destinado à carreira eclesiástica, mudou-se para Ponta Delgada, onde fez os estudos preparatórios.
Aluno brilhante, no ano de 1800, aos 18 anos de idade, já era professor de Lógica em Ponta Delgada iniciando precocemente a sua longa carreira de professor, embora com a oposição dos frades franciscanos que até então asseguravam a regência daquela aula. Foi ordenado sacerdote em 1810, sendo nomeado em Julho daquele ano para o cargo de vice-vigário da igreja de São José (Ponta Delgada). Manteve-se naquelas funções durante um triénio, trocando-as em Julho de 1813 pela regência da cadeira de Filosofia Racional da cidade de Ponta Delgada lugar para o qual foi nomeado por Carta Régia de 18 de Junho de 1832. A cadeira acabara de ser criada por Decreto datado do dia 6 do mesmo mês e ano, tendo sido, por isso, o primeiro professor régio na ilha daquilo que hoje seria o ensino secundário. Como professor, o padre Amaral sabia cativar os alunos, precedendo as suas lições de uma anedota espirituosa, afirmando que a anedota é melhor meio de despertar o interesse a atrair a atenção dos rapazes.
Embora se lhe não conheçam estudos formais, conhecia os idiomas francês, inglês, latim e grego, tendo publicado algumas traduções de obras inglesas para o português.
A sua fama e a adesão aos princípios liberais levaram a que por alvará da Prefeitura da Província Oriental dos Açores, datado de 18 de Agosto de 1835, fosse nomeado membro da comissão incumbida de elaborar o plano para a fundação da Biblioteca Pública de Ponta Delgada, a qual foi solenemente inaugurada a 11 de Janeiro de 1846. Nessa cerimónia coube ao padre Amaral a pronunciar a oração inaugural, que apareceu impressa no n.º 47 do jornal intitulado O Cartista dos Açores, datado de 15 de Janeiro daquele ano.
Esteve entre os fundadores da Sociedade Promotora da Agricultura Micaelense, participando activamente na sessão solene que a 11 de Janeiro de 1843 marcou o arranque das suas actividades e publicou vários artigos sobre assuntos agrícolas no boletim da sociedade e noutros órgãos da imprensa micaelense. Num deles apontava as semelhanças entre a docência e a agricultura: O mestre, diz um ilustre escritor português, é um lavrador do pensamento que ora lavra terrenos abundantes, ora charnecas maninhas; lança à terra a semente que germina convertendo-se em searas a florestas, ou ficando estéril em gândaras más. [...] Assim como o agricultor não se cinge a espalhar o grão, pois que também trata de corrigir o terrenos e de arrancar as ervas daninhas, que nelas crescem espontaneamente, assim o professor não se limita a instruir os alunos; educa-los, isto é, corrige-lhes o carácter, procurando anular em suas almas todas a inclinações ruins.
Por alvará datado de 20 de Maio de 1845, o padre Amaral foi nomeado vogal da comissão encarregada de estudar o processo de extinguir o insecto destruidor das laranjeiras, em conformidade com as prescrições da Carta de Lei de 13 de Fevereiro daquele ano, sendo exonerado deste encargo em 4 de Julho de 1846, por alvará no qual o governador civil do Distrito de Ponta Delgada declara que prestaram valiosos serviços.
Foi jubilado das funções docentes por Carta Régia de 5 de Fevereiro de 1850, na qual se diz que regeu a Cadeira de Filosofia e Retórica e que o seu serviço foi sempre bom, efectivo e com aproveitamento dos discípulos.
Apesar de jubilado, quando no ano de 1850 o escritor António Feliciano de Castilho deixou Ponta Delgada, o padre Amaral foi nomeado por Decreto de 2 de Setembro de 1851, Comissário dos Estudos do Distrito de Ponta Delgada, sucedendo a Castilho no cargo.
Naquela qualidade coube-lhe organizar o Liceu de Ponta Delgada. Com esse objectivo reuniu a 23 de Fevereiro de 1852 os professores que deviam integrar o corpo docente, distribuindo as cadeiras. Nessa mesma sessão o padre Amaral foi eleito primeiro reitor da novel escola, cujas aulas por su iniciativa, arrancaram no extinto Convento da Graça de Ponta Delgada, onde antes da extinção das ordem religiosas os frades agostinhos ensinavam Artes e Teologia.
O padre Amaral faleceu na Fajã de Baixo a 19 de Julho de 1853, pouco depois do Liceu ter aberto as suas portas. Ainda assim, a sua reputação era tal que os estudantes mandaram celebrar solenes exéquias, em que pregou o padre António Joaquim Ferreira, proferindo um eulogio que foi depois publicado em folheto. Por subscrição pública foi-lhe erigido um mausoléu em que foram gravadas as seguintes palavras: À memória do justo. Ao poeta, sacerdote, tipo e Filósofo levanta em testemunho de eterna saudade e veneração a Ilha de S. Miguel.

## Obras publicadas
- Poesia:
  - (1815) — "Ode II" in Odes ao Ill.mo Sr. José Francisco de Paula Cavalcanti de Albuquerque, acabando de governar a Ilha de S. Miguel no ano de 1815. Lisboa, Imp. Régia: 9-14;
  - Elogio aos beneméritos restauradores da liberdade e independência da Ilha de S. Miguel, no dia primeiro de Março de 1821;
  - Ode ao Aniversário de S. Magestade Fidelíssima o Sr. D. João VI.
  - (1841) — Soneto ao Vale das Furnas no ano de 1820. O Monitor, Ponta Delgada, 13 de Outubro, 141: 574.
- Outras obras:
  - (1828) — Elementos ou Primeiras Lições de Geografia e Astronomia de Jacob Abbot Cummings, traduzidos do inglês, reformado, e consideravelmente aumentado: para uso dos meninos portugueses; servindo como introdução aos estudos geográficos e astronómicos. Lisboa : Imp. de Eugénio Augusto [2.ª edição, 1852, Sociedade Auxiliadora das Letras Açorianas, de Ponta Delgada];
  - (1839) — Carta de Sir John Rennie, arquitecto hidráulico, endereçada de Londres aos membros da Comissão encarregada de examinar a utilidade dum porto nesta cidade de Ponta Delgada. Ponta Delgada, Tip. de F. M. R. de Almeida [tradução do inglês];
  - (1844) — As Cinquenta Razões do Duque de Brunswick para Abjurar o Protestantismo e Abraçar a Religião Católica Romana. Ponta Delgada, Tip. da Rua do Provedor [tradução do inglês];
  - (1846) — Oração inaugural composta e recitada no dia 11 de Janeiro de 1846 na abertura da Biblioteca Pública de Ponta Delgada. Açoriano Oriental, Ponta Delgada, 24 de Janeiro, 562: 551.
  - Relatório da Comissão de socorros aos alemães da galera Franklin;
  - Resposta ao folheto intitulado: Fundamentos do projecto do decreto para abolição dos vínculos na Ilha de S. Miguel;
  - Glossário rectórico.